# Leptocerus clinatus
Leptocerus clinatus är en nattsländeart som beskrevs av Yang och Morse 2000. Leptocerus clinatus ingår i släktet Leptocerus och familjen långhornssländor. Inga underarter finns listade i Catalogue of Life.